# Morava (Fluss)

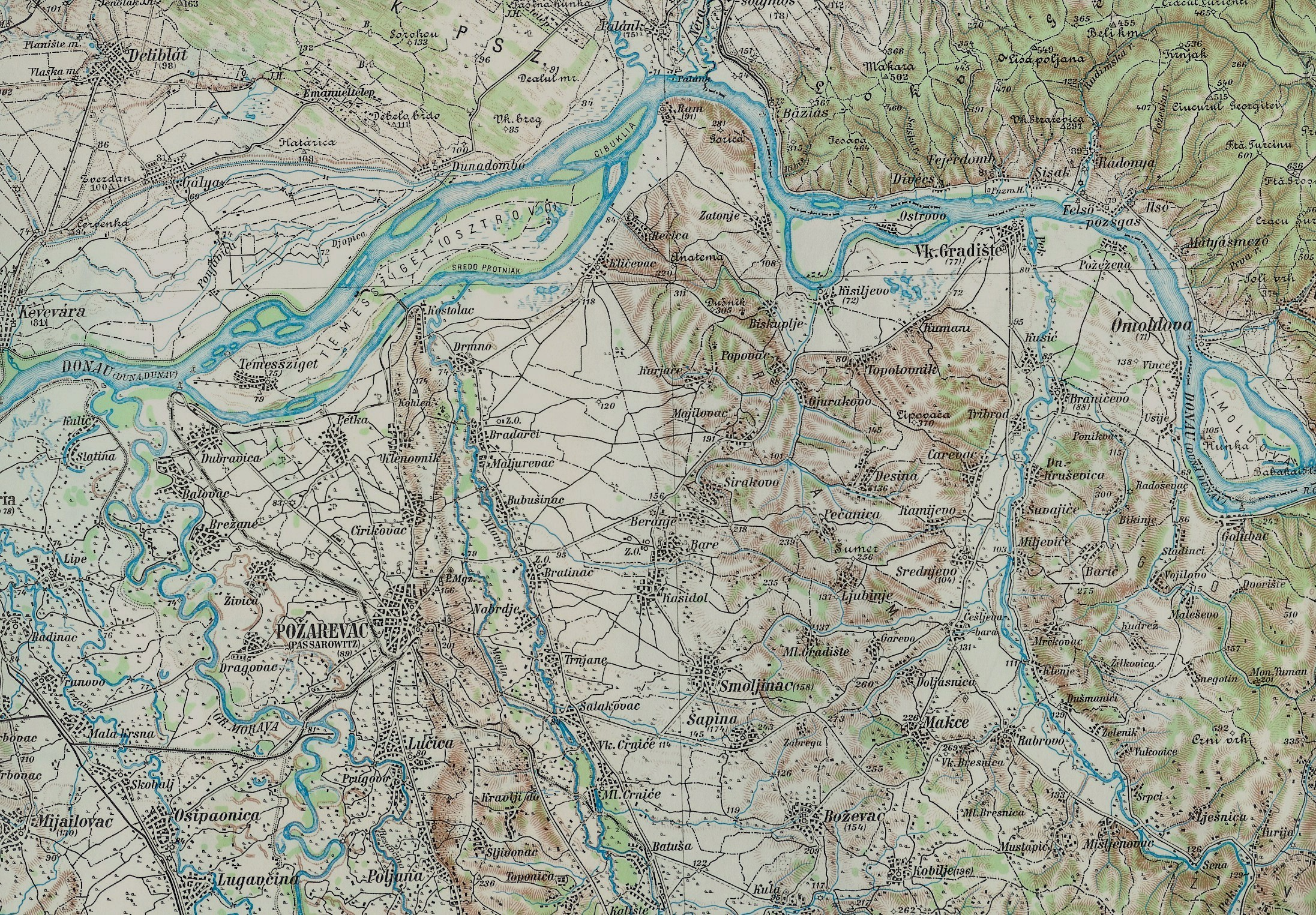
Mündungsgebiet der Morava bei Požarevac um das Jahr 1916

Die Morava (serbisch Велика Морава Velika Morava, deutsch auch Große Morava) ist ein rechter Nebenfluss der Donau und Hauptfluss Serbiens. Die Morava mündet unterhalb Belgrads bei Smederevo in die Donau. Die sogenannte Große Morava entsteht aus dem Zusammenfluss der Westlichen Morava und der Südlichen Morava bei Stalać. Das Einzugsgebiet, insgesamt 37.440 km², liegt bis auf 1207 km² in Bulgarien, in Montenegro, dem Kosovo und einem wenige Quadratkilometer umfassenden Gebiet in Nordmazedonien überwiegend auf serbischen Boden.
Das hydrogeographische System der Morava folgt in ihrem Hauptteil der tektonischen Leitlinie des Morava-Vardar-Grabens. Dieser die gesamte zentrale Balkanhalbinsel durchziehende Graben verbindet die Pannonische Tiefebene mit der Ägäis und bildet in seinem nördlichen und zentralen Teil mit dem Flusssystem der Großen und Südlichen Morava auch die Lebensader Serbiens und ist damit wichtigster Versorgungsweg und bedeutendes Siedlungsgebiet des Landes.
Vom Tal der Großen und der Südlichen Morava abzweigend führen über die westlichen Zuflüsse der Westlichen Morava und Toplica die natürlichen Verbindungswege nach Westserbien, Raška, Bosnien, Montenegro und Kosovo, sowie über den östlichen Zufluss der Nišava nach Bulgarien. Zentraler Ort im Moravatal ist Niš, das in einer größeren Talweitung an der Nišava oberhalb deren Einmündung in die Südliche Morava liegt und seit der Antike den strategischen Knoten zwischen den Nord-Süd und West-Ost verlaufenden Verkehrswegen zur Ägäis und Schwarzem Meer stellt.

## Geographie
Die Große Morava entsteht aus dem Zusammenfluss der Westlichen Morava und der Südlichen Morava bei Stalać südlich von Varvarin und mündet nach 185 km östlich von Smederevo auf 66 m Seehöhe in die Donau. Vom Zusammenfluss der Westlichen und der Südlichen Morava fließt die Morava in einem weiten Tal mit vielen Mäandern und allen Zeichen eines Tieflandflusses. Nur zwischen Bagrdan und Lapovo besteht noch einmal eine 16 Kilometer lange schluchtartige Verengung des Tales.
Die südliche Morava entspringt am Nordhang des Gebirges Skopska Crna Gora nördlich von Skopje, fließt zunächst nach Nordosten, dann ab Grdelica nach Nordwesten. Die Westliche Morava entspringt zwischen Javor und Golija, fließt zunächst als Moravica nach Norden bis zur Einmündung der Đetina bei Požega, dann zuerst nordostwärts, ab Čačak südostwärts in einem relativ weiten Tal.
Die Große und die Südliche Morava, die nur durch eine 460 Meter hohe Talwasserscheide nördlich von Kumanovo vom Gebiet des Vardar getrennt sind, bilden mit diesem die rund 500 Kilometer lange sogenannte Morava-Vardar-Furche. Die tektonische Leitlinie ist seit alters eine der wichtigsten Durchgangsstraßen von Pannonien zur Ägäis und heute als Teil des Verkehrskorridors X zentrale Verkehrsader Serbiens. Das Moravatal wird durch die Gebirgssysteme der Dinariden nach Westen sowie der Serbischen Karpaten und der Stara Planina nach Osten begrenzt. Diese Gebirge dachen sich zum Morava-Tal hin ab, jedoch treten zahlreiche Engstellen und Schluchtstrecken auf. Insbesondere charakterisieren diese die Westliche Morava mit ihren Zuflüssen wie auch die Südliche Morava. Dagegen hat die Große Morava nur eine kürzere Talverengung südlich von Batočina. Vor der Regulierung ab 1966 mäanderte sie durch diese hindurch und war dadurch viel länger als heute. Die durch künstliche und natürliche Verlandung abgetrennten ehemaligen Flussarme werden als moravište bezeichnet.
Mindestens drei Zuflüsse der Morava heißen Moravica (deutsch etwa: Kleine Morava). Der bedeutendste gibt auch einem serbischen Bezirk seinen Namen, (siehe Moravica (Fluss) und Moravica (Bezirk)). Die größte Stadt an den Ufern der Großen Morava ist Ćuprija, an der westlichen Morava liegen Kraljevo und Kruševac an der südlichen Morava Leskovac und Vranje.

## Hydrologie
Das Einzugsgebiet der Morava umfasst 37.444 km², das entspricht etwa zwei Fünfteln der Fläche Serbiens.
Der durchschnittliche Abfluss beträgt dabei 258 m³/s. Davon entfallen 118 m³/s auf die Westliche Morava (insbesondere Ibar, Golijska Moravica, Đetinja), 112 m³/s auf die Südliche Morava (insbesondere Nišava, Toplica, Vlasina). Die Zuflüsse der Großen Morava machen dagegen nur noch 28 m³/s vom Abflussvolumen aus (insbesondere Resava). Der Abflusskoeffizient beträgt dabei 29 Prozent der Niederschläge.
Das Abflussregime der Morava ist nivo-pluvial (Schneeschmelze und Niederschlagsregime), das durch Hochwassergang im März/April gekennzeichnet ist. Der niedrigste Wassergang wird dann im September und August verzeichnet. Der maximale Abfluss, der an der Morava gemessen wurde, betrug ca. 2500 m³/s (4. Mai 1958). Die Hochwassergefährdung der Morava resultiert auf der dichten landwirtschaftlichen Besiedlung. Über 220.000 Hektar im Einzugsgebiet gelten als hochwassergefährdete Gebiete (das sind 6 % des gesamten Einzugsgebietes). Allein 1965 wurden 102.000 Hektar überschwemmt. Aufgrund der Hochwassergefährdung findet sich mit Čačak auch nur eine einzige größere Stadt im Tal der Großen Morava.
- Westliche Morava

linker Quellfluss, Länge: 308 km; Einzugsgebiet: 15.849 km².
- Südliche Morava

rechter Quellfluss, Länge: 295 km; Einzugsgebiet: 15.469 km²
Die Durchflussmenge des Flusses wurde über 53 Jahren (1931–84) an der Station Lubicevsky Most, etwa 15 Kilometer flussaufwärts von der Mündung gemessen. Die in Ljubičevski Most beobachtete mittlere jährliche Durchflussmenge betrug in diesem Zeitraum 240 m³/s.

## Nutzung
Der Fluss ist heute nicht mehr schiffbar, allerdings existierten in der Vergangenheit verschiedene Pläne, die Morava weiter auszubauen und so wieder befahrbar zu machen. Diese wurden bisher jedoch nicht umgesetzt.

## Kultur
Die Morava wird aufgrund ihrer kulturellen Bedeutung in vielen Liedern und Gedichten besungen. Die Römer nannten den Fluss Margus. In der Erzählung Peter Handkes Die morawische Nacht (2008) spielt der Fluss eine entscheidende Rolle.
In Serbien, Jugoslawien, Staaten des Ostblocks waren zwischen 1930 und 1990 regionale Zigarettenmarken nach zumindest folgenden Flüssen in oder nahe Serbiens benannt: Morava, Drava (Drau), Drina, Duna (Ungarn: Donau), Ibar.

## Die Morava in der Literatur
- In einem Kapitel des Romans Das Buch von Eden von Kai Meyer ziehen die Protagonisten um 1258 die Morava entlang, werden von einer Räuberbande überfallen und vom serbischen König gerettet.

- Milovan Djilas lässt seine Erzählung „Land unterm Joch“ (in: Der Wolf in der Falle, Verlag Fritz Walden, 1973) im Jahr 1918 in einem Eisenbahnzug spielen, der am Ufer der Morava entlang fährt und in dem es zu der Vergewaltigung einer jungen Serbin durch drei bulgarische Besatzungssoldaten kommt, ohne dass von Seiten der Mitreisenden versucht wird, das Verbrechen zu verhindern. Der Fluss Morava wird dabei zu einer Metapher für die Hinnahme von Unmenschlichkeiten. Wörtlich heißt es in der Erzählung: „Eine Art Schwäche hatte unseren Verstand und unsere Kraft gelähmt, als habe der Blitz eingeschlagen oder die Erde gebebt, als sei jeder glücklich darüber, dass das Unglück nicht ihn getroffen habe. (…) Milojka hingegen vergoss keine Träne. (…) Sie saß starr und unbewegt, blickte zum Fenster hinaus in die Weite, auf die immer gleiche Morava, die rechts und links von uns dahinströmte…“.

## Belege
1. ↑  Danube Basin, Station: Lubicevsky Most. Daten der Station Brücke bei Ljubičevo bei Požarevac, abgerufen am 20. Mai 2012
2. ↑  Westermann Lexikon der Geographie (Hg. Wolf Tietze). Bd. III, L-R, 1104 S. Westermann, Braunschweig, 2. Auflage, 1973.
3. ↑  Vojna Enciklopedija. Drugo izdanje, 5, Lafos - Naukrat. Beograd, 1973.
4. ↑  Veliki Geografski Atlas Jugoslavije (1987). (Hg. Ivan Bertić), Sveučilišna naklada Liber, Zagreb, 1987.
5. ↑  Vlahović Petar (2006): Morava. Zavod za Uđbenike i nastavna Sredstva. Beograd.
6. ↑  Die Morava in Ljubičevski Most
7. ↑  http://www.zigsam.at/F_Brand.htm?_M*3270B_Morava.htm
8. ↑  http://www.zigsam.at/F_Brand.htm?_D*1860B_Drava.htm
9. ↑  http://www.zigsam.at/F_Brand.htm?_D*1880B_Drina.htm
10. ↑   http://www.zigsam.at/F_Brand.htm?_D*2140B_Duna.htm
11. ↑  http://www.zigsam.at/F_Brand.htm?_I*0010B_Ibar.htm